# Cecidomyia hageni
Cecidomyia hageni är en tvåvingeart som först beskrevs av Aldrich 1905.  Cecidomyia hageni ingår i släktet Cecidomyia och familjen gallmyggor. Inga underarter finns listade i Catalogue of Life.